# توريلو
بلدية توريلو (بالكاتالانية: Torelló) هي إحدى بلديات مقاطعة برشلونة, والتي تقع في منطقة كاتالونيا، شرق إسبانيا.
يبلغ عدد سكانها 13.449 نسمة وفقاً لإحصائية سنة (2007).